# Atarba picticornis
Atarba picticornis är en tvåvingeart som beskrevs av Osten Sacken 1869. Atarba picticornis ingår i släktet Atarba och familjen småharkrankar. Inga underarter finns listade i Catalogue of Life.